# 塞勒河畔努瓦耶勒
塞勒河畔努瓦耶勒（法語：Noyelles-sur-Selle，法語發音：[nwajɛl syʁ sɛl]）是法国上法蘭西大區北部省的一个市镇，属于瓦朗谢讷区。

## 地理
塞勒河畔努瓦耶勒（50°17'8"N, 3°23'13"E）面积5.05 平方千米，位于法国上法蘭西大區北部省，该省份为法国最北部的省份及最长的省份，西北濒北海，西接加来海峡省，南至埃纳省和索姆省，东与比利时接壤。
与塞勒河畔努瓦耶勒接壤的市镇（或旧市镇、城区）包括：杜希莱米讷、阿韦讷勒塞克、阿斯普尔、略圣阿芒、埃斯科河畔讷维尔。

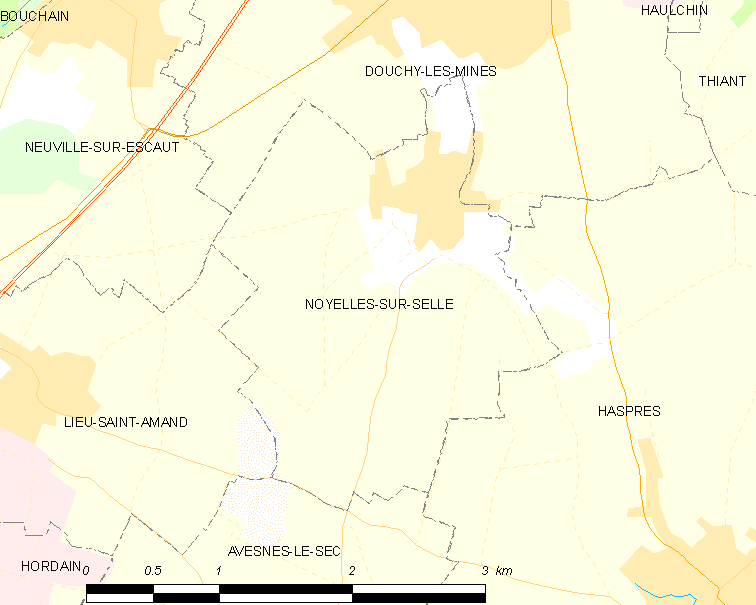
塞勒河畔努瓦耶勒的OSM定位图

塞勒河畔努瓦耶勒的时区为UTC+01:00、UTC+02:00（夏令时）。

## 行政
塞勒河畔努瓦耶勒的邮政编码为59282，INSEE市镇编码为59440。

## 政治
塞勒河畔努瓦耶勒所属的省级选区为德南县。

## 人口

1962-2008年间塞勒河畔努瓦耶勒人口变化图示

塞勒河畔努瓦耶勒于2022年1月1日时的人口数量为661人。